# Schwedische Bankenkrise von 1990 bis 1992
Die schwedische Bankenkrise von 1990 bis 1992 war eine schwere Bankenkrise in Schweden, die durch eine Spekulationsblase am Immobilienmarkt ausgelöst wurde.

## Vorgeschichte
In den 80er Jahren erlebte die Wirtschaft Schwedens einen Boom. Niedrige Realzinsen (die Zinsen waren zwar nominell hoch, die hohe Inflationsrate ließ aber Investitionen in Immobilien lukrativ erscheinen), eine Liberalisierung des grenzüberschreitenden Kapitalverkehrs und vor allem das Steuerrecht führten zu massiv steigenden Immobilienpreisen. Teil des „Skandinavischen Modells“ ist eine hohe Einkommensteuerbelastung. In den 80er Jahren war es möglich, bis zu 50 Prozent der Kreditzinsen vom zu versteuernden Einkommen abzuziehen. Dies stellte nicht nur einen hohen Anreiz dar, Immobilien zu erwerben, sondern vor allem, diese hoch zu beleihen.
Die Banken finanzierten im Vertrauen in die Werthaltigkeit der Immobilien in großem Maße den Erwerb von Immobilien. Hierdurch wurde die Nachfrage weiter angeheizt: Eine Immobilienblase großen Ausmaßes bildete sich. Zwischen 1987 und 1993 wurden Immobilien im Gegenwert von 400 Milliarden Kronen errichtet.

## Die Krise
Anfang der 1990er Jahre platzte die Blase. Die Konjunktur verschlechterte sich. Die Immobilienpreise begannen zu sinken. Vor allem aber geriet die schwedische Krone unter erheblichen Abwertungsdruck. 1990 gerieten die ersten Banken bedingt durch die Marktentwicklung in Probleme und mussten Konkurs anmelden.
Im Herbst 1991 erreichte die Krise den ersten großen Marktteilnehmer: Die größte schwedische Bank, die (zum größten Teil im Staatsbesitz stehende) Nordbanken stand vor dem Zusammenbruch. Der schwedische Staat führte der Bank frisches Aktienkapital zu und übernahm die noch in Privatbesitz befindlichen Aktien. Die faulen Kredite wurden in einer Bad Bank ausgelagert.
Das Vertrauen der Anleger und Aktionäre in die Stabilität des Bankensektors war damit aber nicht wiederhergestellt. Alle Banken saßen auf einem Berg uneinbringlicher Kredite. Die Verbindlichkeiten der schwedischen Banken beliefen sich auf 175 Milliarden Kronen. Das Eigenkapital der Banken erlaubte es nicht, die notwendigen Abschreibungen durchzuführen. 1992 stand auch die erste Sparkasse (die heutige Swedbank) vor dem Aus. Auch hier wurden die faulen Kredite in einer Bad Bank ausgelagert, für die der Staat haftete. Um das Überleben der Bank zu sichern, musste die schwedische Regierung eine Garantie für alle Einlagen dieser Sparkasse geben.
Im September 1992 erreichte die Krise ihren Höhepunkt. Die schwedische Krone stand unter massivem Abwertungsdruck. Am 17. September 1992 musste die Schwedische Reichsbank den Leitzins auf 500 Prozent erhöhen, um die Krone zu stützen. Diese Maßnahme überforderte die schwedischen Banken und Kreditnehmer massiv. In Schweden ist es traditionell üblich, Immobilienfinanzierungen mit variablen Zinsen vorzunehmen. Damit wirken Zinserhöhungen nicht nur auf neu abgeschlossene Kreditverträge, sondern auf alle.
Am 24. September 1992 erfolgte der Befreiungsschlag. Die schwedische Regierung erweiterte ihre Garantie auf alle Banken. Die betragsmäßig unbegrenzte Garantie galt für alle Gläubiger dieser Institute. Gleichzeitig wurde auch für die anderen Banken Bad Banks eingerichtet und die Banken damit bilanzmäßig entlastet. Diese Maßnahmen wirkten. Das Vertrauen in die Banken war wiederhergestellt und die Banken gerettet.

## Die Folgen
Das Bankensystem Schwedens war nicht wiederzuerkennen. Vier große Banken stellten nun den weitaus überwiegenden Teil des Bankenmarktes. Eine Vielzahl von Banken waren mit anderen Häusern verschmolzen worden. Hierdurch sank die Wettbewerbsintensität. Die Banken konnten ihre Margen deutlich erhöhen und so schnell die Verluste der Kreditausfälle wettmachen. Gleichzeitig wurden erhebliche Rationalisierungsmaßnahmen ergriffen, die dazu führten, dass schwedische Banken ab Mitte der 1990er Jahre zu den ertragreichsten Banken der Welt zählten.
Die Wirtschaft konnte sich wieder schnell erholen. Dies ermöglichte es, die Kosten für den Staat begrenzt zu halten. Die Kosten für den Staat betrugen zunächst etwa 65 Milliarden Kronen. Dies entsprach 4 % des Bruttoinlandsproduktes. In dieser Summe hatte er faule Kredite übernommen und sie dem neu geschaffenen Bankstödsnämnden („Amt zur Bankenunterstützung“) übertragen. Im Laufe der Folgejahre konnte der Staat zumindest so viel der Kredite („Schrottpapiere“) wieder zurückbekommen bzw. liquidieren, dass die gesamte Aktion unter dem Strich zu einem Gewinn für die Steuerzahler führte.
Auch wenn die Regierung für das Krisenmanagement vielfach gelobt wurde, waren die Maßnahmen unbeliebt. 1994 verlor diese die Parlamentswahlen, und die Sozialdemokraten übernahmen wieder die Regierung.